# Vitor Roque
Vitor Hugo Roque Ferreira (n. 28 februarie 2005, Timóteo, Minas Gerais, Brazilia), cunoscut mai bine ca Vitor Roque, este un fotbalist brazilian, care joacă pe post de atacant la Palmeiras în Campeonato Brasileiro da Série A. Pe plan internațional, are prezențe la națională pentru Brazilia și Brazilia U-20⁠(d).

## Cariera pe echipe

### Primii ani
Născut în Timóteo, Minas Gerais, Vitor Roque s-a alăturat formației de tineret a lui America Mineiro la vârsta de zece ani și a impresionat cu categoriile de tineret ale echipei în 2018.  În martie 2019, a semnat un contract pentru tineri cu Cruzeiro,  care a determinat America să dea în judecată noul său club în Departamentul Muncii de Stat;  ambele cluburi au ajuns la un acord abia în mai , Cruzeiro păstrând 65% din drepturile economice ale jucătorului, iar America păstrând celelalte 35%. 

### Cruzeiro
Pe 25 mai 2021, Vitor Roque a semnat primul său contract profesionist cu Cruzeiro.  Și-a făcut debutul profesional pe 12 octombrie; după ce a intrat ca înlocuitor în repriza a doua în locul lui Bruno José într-o remiză 0-0 din Série B acasă împotriva lui Botafogo,  a jucat timp de 18 minute înainte de a fi el însuși înlocuit de Keké, managerul Vanderlei Luxemburgo afirmând că „nu a putut ține ritmul” dar și „lăudând debutul”. 
Deja făcând parte din prima echipă pentru sezonul 2022, Vitor Roque a marcat primul său gol pe 20 februarie a acelui an, într-o remiză 2–2 pe teren propriu din Campeonato Mineiro împotriva lui Villa Nova.  Trei zile mai târziu, a marcat două goluri într-o deplasare cu 5-0 împotriva lui Sergipe în Copa do Brasil. 

### Athletico Paranaense

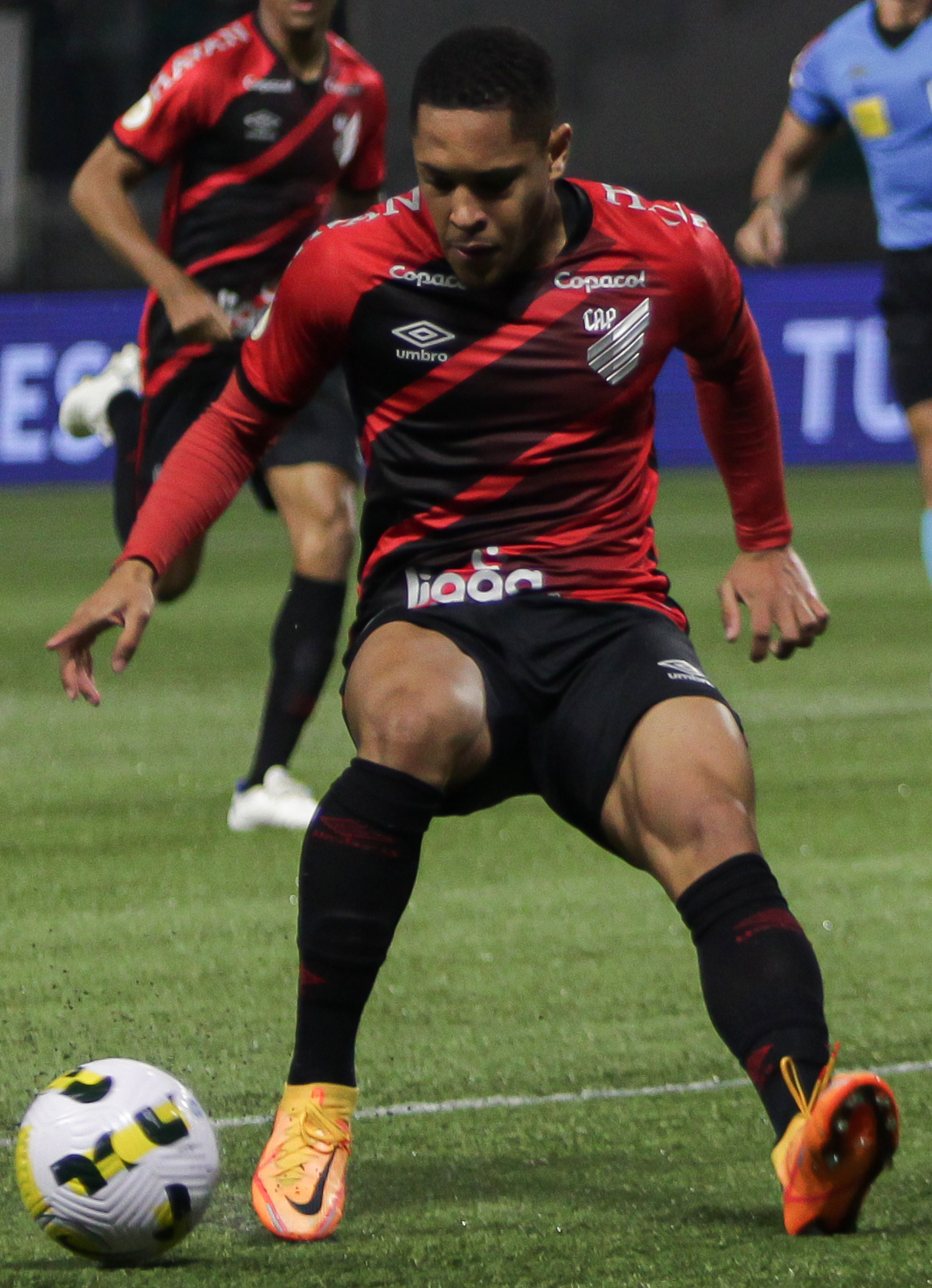
Vitor Roque cu Athletico Paranaense în 2022

La 13 aprilie 2022, Vitor Roque a semnat un contract de cinci ani cu Athletico Paranaense,  după ce clubul și-a activat clauza de eliberare de 24 de milioane de R$; a fost cel mai mare transfer din istoria clubului.  Și-a făcut debutul patru zile mai târziu, înlocuindu-l pe Luis Manuel Orejuela într-o înfrângere cu 1-0 pe teren propriu într-un meci din Serie A împotriva lui Atlético Mineiro. 
Vitor Roque a marcat primul său gol pentru Furação pe 29 mai 2022, marcând golul victoriei cu 1-0 în deplasare împotriva lui Cuiabá.  Pe 7 august, a marcat două goluri într-o victorie cu 3-2 în deplasare împotriva lui Atlético Mineiro  și a încheiat sezonul cu 13 goluri, șase pentru Cruzeiro și șapte pentru Athletico. 
Pe 2 decembrie 2023, Athletico a anunțat că meciul lor de acasă împotriva lui Santos va fi ultima apariție a lui Roque pentru club, confirmând oficial sosirea sa la clubul spaniol Barcelona în ianuarie. 

### Barcelona
La 12 iulie 2023, clubul din La Liga Barcelona a anunțat că a ajuns la un acord pentru transferul lui Roque cu Athletico, convenind un contract până în sezonul 2030-2031 cu o clauză de răscumpărare de 500 de milioane de euro.  Pe 27 decembrie, Roque a fost supus examinărilor medicale la Ciutat Esportiva, și-a îndeplinit obligațiile media digitale, inclusiv primul său interviu cu clubul.  I s-a atribuit tricoul cu numărul 19. 
Pe 4 ianuarie 2024, Roque și-a făcut debutul în Liga cu Barcelona, intrând ca înlocuitor în minutul 78 al unei victorii cu 2-1 în deplasare împotriva lui Las Palmas. 

## Cariera la națională
La 3 martie 2023, Vitor Roque a fost convocat pentru prima dată pentru echipa națională a Braziliei de către antrenorul interimar Ramon Menezes pentru a juca într-un meci amical împotriva Marocului pe 25 martie 2023.  A fost înlocuit în minutul 65 al meciului într-o înfrângere cu 2-1 pe stadionul Ibn Batouta. 

## Palmares
Athletico Paranaense
- Campeonato Paranaense: 2023
- Vice-campion Copa Libertadores: 2022

Brazilia sub 20 de ani
- Campionatul sud-american sub-20: 2023

Individual
- Echipa turneului din Copa Libertadores: 2022 [22]
- Cel mai bun marcator al campionatului sud-american sub-20 de ani: 2023